# Belgisch witbier
Belgisch witbier is een bier gemaakt van gerstemout en ongemoute tarwe uit België. De twee granen worden ongeveer in een 50%-50% verdeling gebruikt. Veelal worden naast hop ook kruiden toegevoegd, met name koriander en sinaasappelschil. Witbier hergist op de fles en heeft over het algemeen een frisse smaak, wat het een goede dorstlesser maakt tijdens de zomer.

## Geschiedenis
Reeds in de 16e en 17e eeuw was het witbier van Hoegaarden en Leuven vermaard. Het bevatte naast gerstemout en tarwe ook enige haver, echter over het algemeen behalve hop geen kruiden. De gerst werd niet op een eest gedroogd, maar slechts op zolders te drogen gelegd waar de wind erlangs blies, om zo een lichte kleur te bereiken. Het bier was rond 1960 zo goed als verdwenen, maar werd in 1966 opnieuw tot leven gebracht door Pierre Celis van Brouwerij De Kluis in Hoegaarden, vanwaar het onder de merknaam Hoegaarden een belangrijke rol begon te spelen in het Belgische bierlandschap. Vermoedelijk was het tevens Celis die begon met het toevoegen van kruiden. In de jaren 80 werd de stijl ook overgenomen door Nederlandse en Franse brouwerijen en later ook door brouwerijen in onder andere Canada, de Verenigde Staten en Scandinavië.
Sinds 2006 wordt witbier ook gemengd met grapefruit, onder de naam Rosé. Waarschijnlijk naar aanleiding van het succes van het gelijknamige wijntype roséwijn in het Nederlands/Belgische uitgaansleven. Enkel vanwege kleur gaat deze vergelijking op. Naast deze mengvorm zijn er ook mengvormen met krieken, veenbes en limoen onder naam Mystic (Brouwerij Haacht).

## Voorbeelden van merken
- Allagash White (Allagash, VS)
- Bellegems Witbier (Bockor)
- Brugs Tarwebier (De Halve Maan)
- Blanche de Bruxelles (Lefèbvre)
- Blanche de Chambly (Unibroue, Canada)
- Blanche de Charleroi (Val de Sambre)
- Blanche de Wissant (2 Caps, Frankrijk)
- Blanche des Honnelles (Abbaye des Rocs)
- Blanche du Hainaut Biologique (Dupont)
- Celis White (Van Steenberge)
- De Leeuw Valkenburgs wit (Haacht)
- Dentergems Wit (Oorspronkelijk van Brouwerij Riva, thans gebrouwen door Brouwerij Het Anker)
- Hoegaarden (Inbev)
- IJwit ('t IJ)
- Jan de Lichte (Glazen Toren)
- Korenwolf (Gulpener)
- La Blanche (Brasserie du Mont-Blanc, La Motte-Servolex, Frankrijk)
- Kristoffel witbier Brouwerij Martens, België
- Lambicus (op basis van Lambiek) (Timmermans)
- Limburgse Witte (Cornelissen)
- Ommegang Witte (Ommegang, VS)
- Orchard White (The Bruery, VS)
- Roman Blanche (Brouwerij Roman, België)
- St. Bernardus Witbier (St. Bernardus)
- Struise Witte (Struise Brouwers)
- Stuykman Wit (Nørrebro, Denemarken)
- Troublette (Brasserie Caracole)
- Vedett Extra White (Duvel Moortgat)
- Wieckse Witte (Heineken)
- Witte Trappist (La Trappe)
- Wittekerke (Bavik)
- White by Mystic (Brouwerij Haacht, België)
- Yttre Gaarden (Nynäshamns Ångbryggeri, Zweden)
- Poker Face (Brouwerij Het Nest, België)